# George Mandler
George Mandler (ur. 1924, zm. 2016) – amerykański psycholog pochodzenia austriackiego, profesor Uniwersytetu Kalifornijskiego w San Diego. Jego prace miały istotny wpływ na zjawisko tzw. "rewolucji poznawczej" w psychologii, a więc odejścia od dominującego dotychczas behawioryzmu i przesunięcia wysiłków badawczych w kierunku zainteresowania procesami uczenia się.

## Ważniejsze dzieła
- Mind and body: Psychology of emotion and stress (1984)
- Mind and emotion (1975)
- Thinking: From association to gestalt (1964)(współautorka: Jean Mandler)
- The language of psychology (1959)(współautor: William Kessen)